# Матрична експонента
Матричната експонента е математическа матрична функция на квадратните матрици, аналогична на експоненциалната функция при числата. Нейна обратна функция е матричният логаритъм.
Ако X е реална или комплексна матрица с размери n×n, експонентата на X eX е матрица с размери n×n, дефинирана от степенния ред
{\displaystyle e^{X}=\sum _{k=0}^{\infty }{\frac {1}{k!}}X^{k}},
където {\displaystyle X^{0}} е единичната матрица {\displaystyle I} със същите размери като {\displaystyle X}. Редът винаги е сходящ, така че експонентата е напълно определена.
Еквивалентна дефиниция на матричната експонента е
{\displaystyle e^{X}=\lim _{k\rightarrow \infty }\left(I+{\frac {X}{k}}\right)^{k}}.
Когато X е диагонална матрица n×n, експонентата e^X също е диагонална матрица n×n, в която всеки диагонален елемент е равен на числовата експонента на съответния елемент на X.
Матричната експонента се използва в решаването на системи от линейни диференциални уравнения.